# Roma Open I 2021
Il Roma Open I 2021 è stato un torneo di tennis facente parte dell'ATP Challenger Tour del 2021. È stata la 19ª edizione del torneo e si è giocata dal 19 al 25 aprile 2021 sui campi in terra rossa del Tennis Club Garden di Roma, in Italia. Aveva un montepremi di €44.820 e rientrava nella categoria Challenger 80. La settimana successiva si è tenuta sugli stessi campi la 20ª edizione del torneo.

## Partecipanti singolare

### Teste di serie
| Nazionalità | Giocatore           | Ranking* | Testa di serie |
| ----------- | ------------------- | -------- | -------------- |
| Francia     | Grégoire Barrère    | 116      | 1              |
| Bolivia     | Hugo Dellien        | 122      | 2              |
| Italia      | Paolo Lorenzi       | 154      | 3              |
| Austria     | Sebastian Ofner     | 159      | 4              |
| Francia     | Hugo Gaston         | 160      | 5              |
| Perù        | Juan Pablo Varillas | 161      | 6              |
| Italia      | Lorenzo Giustino    | 168      | 7              |
| Canada      | Steven Diez         | 176      | 8              |

- Ranking al 12 aprile 2021.

### Altri partecipanti
Giocatori che hanno ricevuto una wild card:
- Stefano Napolitano
- Andrea Pellegrino
- Giulio Zeppieri

Il seguente giocatore è entrato in tabellone come Protected Ranking:
- Thanasi Kokkinakis

I seguenti giocatori sono passati dalle qualificazioni:
- Flavio Cobolli
- Vít Kopřiva
- Tristan Lamasine
- Alex Molčan

Il seguente giocatore è entrato in tabellone come special exempt:
- Mathias Bourgue

## Punti e montepremi
| Torneo    | Torneo              | V     | F     | SF    | QF    | 2T  | 1T  | Q | Q2  | Q1  |
| Singolare | Punti               | 80    | 48    | 29    | 15    | 7   | 0   | 4 | 2   | 0   |
| Singolare | Premi in denaro (€) | 6 190 | 3 650 | 2 160 | 1 260 | 730 | 450 | – | 225 | 115 |
| Doppio    | Punti               | 80    | 48    | 29    | 15    | –   | 0   | – | –   | –   |
| Doppio    | Premi in denaro €   | 2 670 | 1 550 | 930   | 550   | –   | 310 | – | –   | –   |

## Vincitori

### Singolare
Andrea Pellegrino ha sconfitto in finale  Hugo Gaston con il punteggio di 3–6, 6–2, 6–1.

### Doppio
Sadio Doumbia /  Fabien Reboul hanno sconfitto in finale  Paolo Lorenzi /  Juan Pablo Varillas con il punteggio di 7–6(5), 7–5.